# مدل مافین تین
تقریب مافین تین، یک تقریب شکل یک چاه پتانسیل در یک شبکه کریستالی است. بیشتر در شبیه‌سازی‌های مکانیکی کوانتومی ساختارهای نوار الکترونیکی در جامدات استفاده می‌شود. این تقریب توسط جان سی اسلیتر پیشنهاد شد. روش موج هواپیمای تقویت شده (APW) تکنیکی است که از تقریب مافین تین استفاده می‌کند. این روشی برای تقریب حالت انرژی الکترون‌ها در یک شبکه کریستالی است. یک تقریب اساسی در پتانسیل نهفته است، که فرض می‌شود در رژیم مافین-تین به صورت کروی متقارن و در ناحیه بینابینی ثابت است. توابع موج (امواج صفحه گسترده) با تطبیق جواب‌های معادله شرودینگر در هر کره با راه حل‌های موج مسطح در ناحیه بین بافتی ساخته می‌شوند و ترکیبات خطی این توابع موج با روش‌های متغیر تعیین می‌شوند. بسیاری از روش‌های مدرن ساختار الکترونیکی از این تقریب استفاده می‌کنند. از جمله آنها می‌توان به روش APW، روش مداری مافین تین خطی (LMTO) و روش‌های مختلف تابع گرین اشاره کرد. یک کاربرد در نظریه تنوع به نام روش KKR یافت می‌شود که توسط Jan Koringa (1947) و Walter Kohn و N. Rostoker (1954) توسعه یافته است.
این روش همچنین برای رسیدگی به مواد تصادفی به کار رفته است و به آن تقریب پتانسیل منسجم KKR(به ترتیب توسط KorringaوKohn وRostocker) می‌گویند. در ساده‌ترین شکل، کره‌ها بدون همپوشانی بر روی موقعیت‌های اتمی متمرکز شده‌اند. در این نواحی، پتانسیل محافظت شده که توسط یک الکترون تجربه می‌شود، تقریباً با توجه به یک هسته معین، متقارن کروی است. در نواحی بینابینی باقیمانده پتانسیل به عنوان یک ثابت تقریبی می‌شود. تداوم پتانسیل بین کره مرکز اتم و ناحیه بینابینی افزایش یافته است. در ناحیه بینابینی پتانسیل ثابت، تابع موج تک الکترونی را می‌توان با توجه به امواج صفحه گسترش داد. در ناحیه مرکزی اتمی، توابع موج را می‌توان بر حسب هارمونیک‌های کروی و توابع ویژه معادله شرودینگر شعاعی گسترش داد.
تا همین اواخر، پتانسیل‌های تک‌الکترونی مورد استفاده در محاسبات پراکندگی چندگانه با پتانسیل‌های مافین-تین(MT) تقریبی می‌شدند که به صورت کروی در داخل کره‌های مرزی متمرکز بر هسته‌ها متقارن هستند و در خارج از آنها ثابت هستند. کره‌ها روی هم قرار نمی‌گیرند، و طراحی دوبعدی عملکرد مشابه تابه‌ای است که برای پخت مافین استفاده می‌شود.